# إيلوق

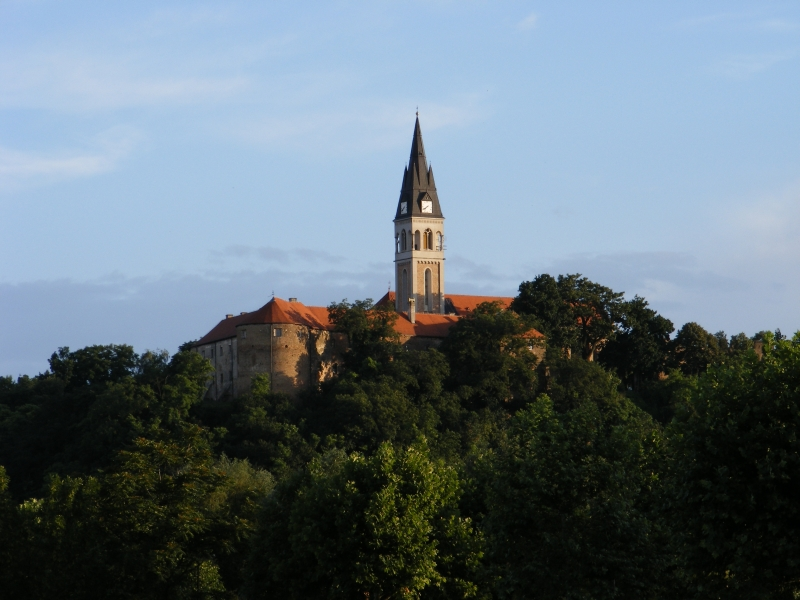
قلعة إيلوق.

إيلوق (بالكرواتية: Ilok)(بالتركية: Uyluk)، مدينة تقع في أقصى شرق في كرواتيا وتشكل نتوءًا جغرافيًا مُحاطًا بمقاطعة فويفودينا الصربية. تقع إيلوق في منطقة سيرميا، على تلة فروشكا غورا (Fruška Gora) المطلة على نهر الدانوب، الذي يشكل الحدود مع منطقة باتشكا (Bačka) في صربيا . تعد المدينة موطنًا لدير الفرنسيسكان وقلعة إيلوق ، وهي رحلة يومية شهيرة للسياح المحليين والسياح عبر الحدود.
إيلوق هي المركز الإداري والاقتصادي والثقافي لمنطقة سيرميا الغربية، وتُعرف بألقاب أخرى مثل: دوبروفنيك الصغيرة (mali Dubrovnik) ودوبروفنيك التي في الشرق (Dubrovnik na istoku).
حكم العثمانيون إيلوق من عام 1526م إلى عام 1688م. وقد حافظت المدينة على آثار الثقافة الإسلامية ومازال يوجد بها: قبر أحد الشخصيات العثمانية البارزة وحمام تقليدي.
يصف المؤرخ العثماني أوليا جلبي إيلوق بأنها المستوطنة الأكثر تطوراً على الطريق على طول ضفاف نهر الدانوب من بلغراد إلى بودا . كان في إيلوق في ذلك الوقت 200 متجر ومدرستين دينيتين وست مدارس عامة ومقهى ونزل تجاري. 
كانت إيلوق، التي تم ضمها إلى الدولة العثمانية بعد حصارها عام 1526م أثناء حملة معركة موهاكس بقيادة السلطان سليمان القانوني، مركز سنجق سيرميا (بالتركية: Sirem Sancağı) خلال الفترة العثمانية.

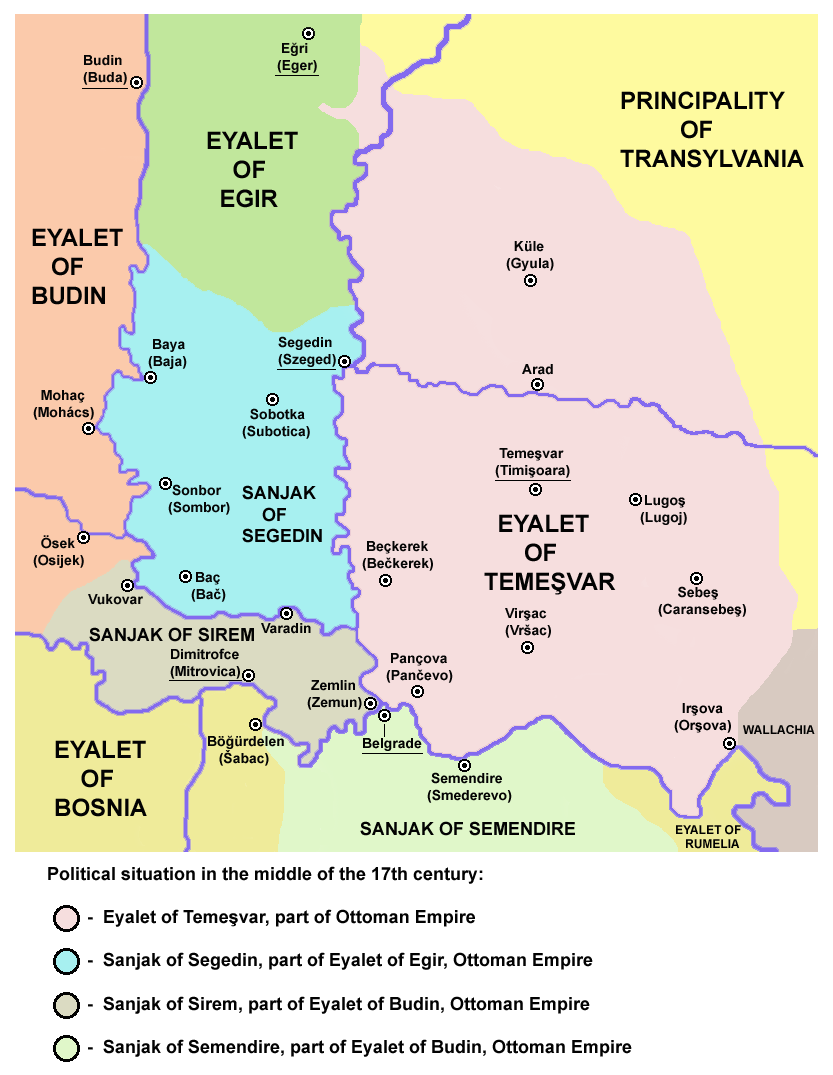
خريطة تبين موقع سنجق سيرميا العثماني.

## الاسم
في اللغة المجرية، تعني كلمة "Újlak" "مسكن جديد أو نزل".
في اللغة الكرواتية ، تُعرف المدينة باسم Ilok ، وفي اللغة الألمانية باسم Illok ، وفي اللغة المجرية باسم Újlak ، وفي اللغة السيريلية الصربية باسم Илок، وفي اللغة التركية باسم Uyluk.

## الجغرافيا

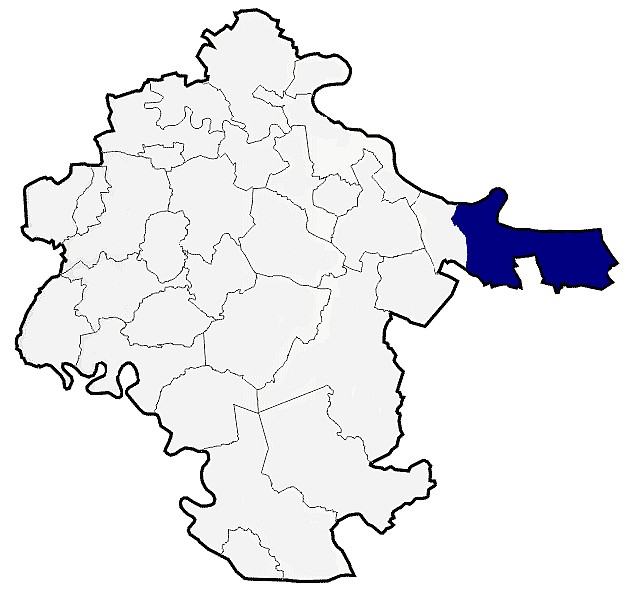
بلدية إيلوق في كرواتيا مبينة باللون الأزرق.

إيلوق هي المدينة الأبعد شرقًا في كرواتيا، ويقع نهر الدانوب (الحدود الإدارية بين كرواتيا وصربيا ) على بعد أقل من 5 كم في خط مستقيم شمال محطة الحافلات ومحطة الإطفاء ومركز الشرطة في المدينة. تل قلعة إيلوق يطل على نهر الدانوب. تمتد إيلوق على منحدرات فروسكا غورا (Fruške gore) .
أعلى نقطة في مقاطعة فوكوفار-سريجيم (Vukovarsko-srijemskoj) هي تشوكالا (Čukala) بالقرب من إيلوق على ارتفاع 294 مترًا فوق مستوى سطح البحر.

## التاريخ
كانت منطقة إيلوق الحالية مأهولة بالسكان منذ العصر الحجري الحديث والعصر البرونزي . تم التنقيب في أحد المواقع الأثرية سكورديشي التي يعود تاريخها إلى أواخر ثقافة لا تين في السبعينيات والثمانينيات من القرن العشرين كجزء من عمليات التنقيب الإنقاذية في شرق كرواتيا.  استوطن الرومان هناك في القرن الأول أو الثاني وبنوا كوتسيوم، أول تحصين حدودي على نهر الدانوب . استوطن السلاف هنا في القرن السادس. خضعت المنطقة لاحقًا لحكم الإمبراطورية البلغارية ، مع فترة من الحكم الفرنجي والكرواتي تحت قيادة ليوديفيت بوسافسكي، ولكن بعد ذلك عاد البلغار، وبقوا هناك حتى تم ضمها إلى مملكة المجر في العصور الوسطى.
في القرنين الثاني عشر والثالث عشر، تم ذكر مدينة السوق إيلوق في الوثائق تحت أسماء مختلفة: إيونلاق، فيلاق، فيلوق، ويوق، ويلق (Iwnlak, Vilak, Vylok, Wyhok, Wylak). في نهاية القرن13، أعطى الملوك المجريون كاستروم فيلاك لعائلة تشاك النبيلة القوية. في القرنين 13 و 14 كانت إيلوق عاصمة لدولة سيرميا العليا شبه المستقلة في العصور الوسطى والتي حكمها أوجرين تشاك .
بعد عام 1354م، أصبحت بلدة إيلوق تابعة لنيكولاس وبول جاراي (في المراجع الكرواتية جورجانسكي)، ثم لنيكولاس كونت من أوراهوفيكا وأحفاده، ومن بينهم حفيده لاديسلاوس ، وحفيده نيكولاس والعضو الأخير في عائلة أوجلاكي (إيلوقي) - لورانس . كان نيكولاس حاكمًا لكل سلافونيا من عام 1457م إلى عام 1463م، وكان ابنه لورانس دوقًا لسيرميا من عام 1477م إلى عام 1524م.
في عام 1526م، أصبحت المدينة تحت الحكم العثماني . خلال هذه الفترة، كان معظم سكانها من المسلمين . في الفترة من 1566م إلى 1569م، كان في إيلوق 238 منزلاً إسلامياً و27 منزلاً مسيحياً . في عام 1572م، كان به 386 بيتًا إسلاميًا و18 بيتًا مسيحيًا. في عام 1669م، بلغ عدد سكان إيلوقك 1160 منزلاً، وكانت المدينة تمتلك مسجدين . كان مركز القضاء في سنجق سيرميا . احتل جيش هابسبورغ إيلوق لأول مرة في عام 1688م، لكن العثمانيين استعادوها مرة أخرى في عام 1690م. في عام 1697م، استعاد جيش هابسبورغ السيطرة على إيلوق نهائيًا من العثمانيين وفرّ السكان المسلمون.
خلال حكم هابسبورغ، كانت إيلوق تابعة لمملكة سلافونيا ، وهي مقاطعة هابسبورغية تنتمي إلى مملكة كرواتيا ومملكة المجر . بين عامي 1849م و1868م، كانت مملكة سلافونيا تابعة بشكل كامل لتاج هابسبورغ، وفي عام 1868م انضمت إلى مملكة كرواتيا لتشكيل مملكة كرواتيا-سلافونيا. في أواخر القرن التاسع عشر وأوائل القرن العشرين، كانت إيلوق عاصمة مقاطعة سيرميا في مملكة كرواتيا-سلافونيا.
في عام 1918م، أصبحت إيلوق في البداية جزءًا من دولة السلوفينيين والكروات والصرب ، ثم أصبحت جزءًا من مملكة الصرب والكروات والسلوفينيين (التي أعيدت تسميتها في عام 1929م إلى مملكة يوغوسلافيا ). من عام 1929م إلى عام 1939م، كانت إيلوق جزءًا من بانوفينا نهر الدانوب، ومن عام 1939م إلى عام 1941م، كانت جزءًا من بانوفينا كرواتيا داخل مملكة يوغوسلافيا. بين عامي 1941م و1944م، أثناء احتلال المحور ليوغوسلافيا ، كانت تابعة لدولة كرواتيا المستقلة . منذ عام 1945م فصاعدا، كانت جزءًا من جمهورية كرواتيا الشعبية ضمن يوغوسلافيا الاشتراكية.
في 17 أكتوبر 1991م، أثناء بداية حرب الاستقلال الكرواتية ، فر غير الصرب عندما احتل جيش الشعب اليوغوسلافي بقيادة الميليشيات الصربية المنطقة، لكنه نجا من الدمار بسبب تطويقها واحتلالها السريع. بين عامي 1991م و1995م، كانت إيلوق جزءًا من جمهورية كرايينا الصربية . وتم إعادة دمج المنطقة سلميا في كرواتيا في عام 1998م.
إيلوق هي بلدية نامية تحت التطوير، تصنفها حكومة كرواتيا إحصائيًا كمنطقة من الفئة الأولى ذات أهمية خاصة للدولة. 

## المناخ
بدأ تسجيل الأرصاد الجوية في عام 1981م، وكانت أعلى درجة حرارة مسجلة في محطة الأرصاد الجوية المحلية هي 41.0 °م (105.8 °ف) في 24 يوليو 2017م.  وأبرد درجة حرارة كانت −22.5 °م (−8.5 °ف) في 9 فبراير 2012م. 

## التركيبة السكانية

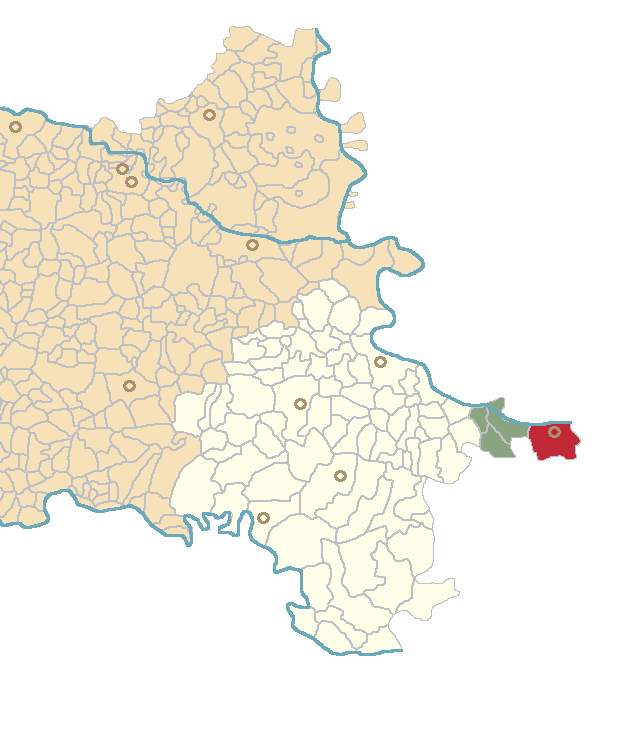
تتضمن بلدية إيلوق مستوطنات إيلوق (باللون الأحمر) وبابسكا وموهوفو وشارينغراد (باللون الأخضر) على هذه الخريطة، في شرق سهل سلافونيا.

وفقًا لتعداد عام 2021م، بلغ عدد سكان المدينة 3,928 نسمة، وكان عدد سكان بلدية إيلوق بأكملها 5,147 نسمة. قبل تعداد عام 2001م، كانت المدينة جزءًا من بلدية فوكوفار القديمة.
مع قضية انخفاض عدد السكان الواضحة في شرق كرواتيا بسبب شيخوخة السكان وآثار حرب الاستقلال الكرواتية والهجرة بعد انضمام كرواتيا إلى الاتحاد الأوروبي ، انخفض عدد سكان المدينة والمستوطنات الضواحي الثلاث في وقت تعداد عام 2021م إلى 5,045 من عدد سكان عام 2011م البالغ 6,767.
| السكان حسب المستوطنات | 1991م | 2001م | 2011م | 2021م |
| --------------------- | ----- | ----- | ----- | ----- |
| بابسكا Bapska         | 1,624 | 1,313 | 928   | 658   |
| إيلوق Ilok            | 6,775 | 5,897 | 5,072 | 3,842 |
| موهوفو Mohovo         | 344   | 303   | 239   | 183   |
| شارينغراد Šarengrad   | 1,005 | 838   | 528   | 362   |
| المجموع               | 9,748 | 8,351 | 6,767 | 5,045 |

| السكان حسب العرق | 1991م          | 2001م          | 2011م          |
| ---------------- | -------------- | -------------- | -------------- |
| الكروات          | 6,848 (70.25%) | 6,425 (76.94%) | 5,189 (76.68%) |
| السلوفاك         | 1,192 (12.22%) | 1,044 (12.50%) | 935 (13.82%)   |
| الصرب            | 680 (6.97%)    | 566 (6.78%)    | 439 (6.49%)    |
| المجريون         | 115 (1.17%)    | 98 (1.17%)     | 78 (1.15%)     |
| آحرون            | 913 (9.36%)    | 218 (2.61%)    | 126 (1.86%)    |
| المجموع          | 9,748          | 8,351          | 6,767          |

#### تعداد عام 1910م
وفقًا لتعداد عام 1910م، بلغ عدد سكان مستوطنة إيلوق 4,856 نسمة (في المستوطنة الرئيسية إيلوق 4,809 وفي قرية برينسيبوفاكس 47)، وقد تم تصنيفهم لغويًا ودينيًا.

### السلوفاك في إيلوق
تعتبر مدينة إيلوق واحدة من مراكز الحياة الثقافية لمجتمع السلوفاك في كرواتيا.  يرتبط مجتمع إيلوق السلوفاكي ارتباطًا وثيقًا بالسلوفاكيين في صربيا حيث توجد مجتمعات سلوفاكية وقرى ذات أغلبية سلوفاكية عبر الحدود مباشرةً، كما أن اللغة السلوفاكية هي إحدى اللغات الرسمية في فويفودينا .
بمجرد منح السلوفاكيين الإنجيليين الحق في الاستقرار وشراء الممتلكات في مملكة سلافونيا في عام 1859م، بدأ المستوطنون السلوفاكيون عبر نهر الدانوب في باتشكا في الانتقال إلى سيرميا.  أنشأت الكنيسة الإنجيلية السلوفاكية التابعة لطائفة أوغسبورغ الرعية المحلية في إيلوق في عام 1864م مع بناء يخدم مكانًا للعبادة ومدرسة وشقة للمعلمين.  كانت المدرسة الإنجيلية السلوفاكية، التي كانت موجودة حتى عام 1896م، في ذلك الوقت واحدة من أربع مدارس اعترافية في المدينة إلى جانب المدرسة الكرواتية الكاثوليكية، والمدرسة الصربية الأرثوذكسية، والمدرسة اليهودية الإسرائيلية.  أعيد إطلاق التعليم المدرسي الذي ترعاه الدولة في إيلوق في عام 1922م بعد تأسيس مملكة الصرب والكروات والسلوفينيين، وواصلت المدرسة السلوفاكية العامة عملها حتى عام 1957م.  تأسست أول جمعية ثقافية سلوفاكية من قبل طلاب المدارس الداخلية المحلية في عام 1925م والتي انضمت في نفس العام إلى جمعية الأكاديميين التشيكوسلوفاكيين في يوغوسلافيا.  تأسست جمعية القراءة السلوفاكية في عام 1928م والتي احتفظت بهذا الاسم حتى عام 1951م عندما غيرت الاسم إلى الاسم المعاصر للجمعية الثقافية والتعليمية السلوفاكية. 
تأسس الفرع السلوفاكي للاتحاد الوطني للتشيك والسلوفاك في إيلوق عام 1981م واستمرت الحياة الثقافية السلوفاكية حتى أثناء حرب الاستقلال الكرواتية.  بعد اكتمال إدارة الأمم المتحدة الانتقالية في سلافونيا الشرقية وبارانيا وسيرميوم الغربية، انضمت جمعية لودوفيت شتور الثقافية والتعليمية السلوفاكية إلى اتحاد السلوفاك في كرواتيا، بينما تأسست جمعية ماتيكا سلوفينسكا المحلية في 18 ديسمبر 1997م.  في تلك الفترة استخدم المجتمع السلوفاكي الحق في تنظيم تعليم اللغة السلوفاكية للصفوف الأربعة الأولى حتى العام الدراسي 2002/2003 وبعد ذلك تم تقديم الفصول الدراسية الاختيارية باللغة السلوفاكية فقط.  في عام 2014م، احتفل المجتمع المحلي بمرور 140 عامًا على وجود الكنيسة الإنجيلية السلوفاكية في إيلوق. 

## السياسة

### مجالس وممثلي الأقليات

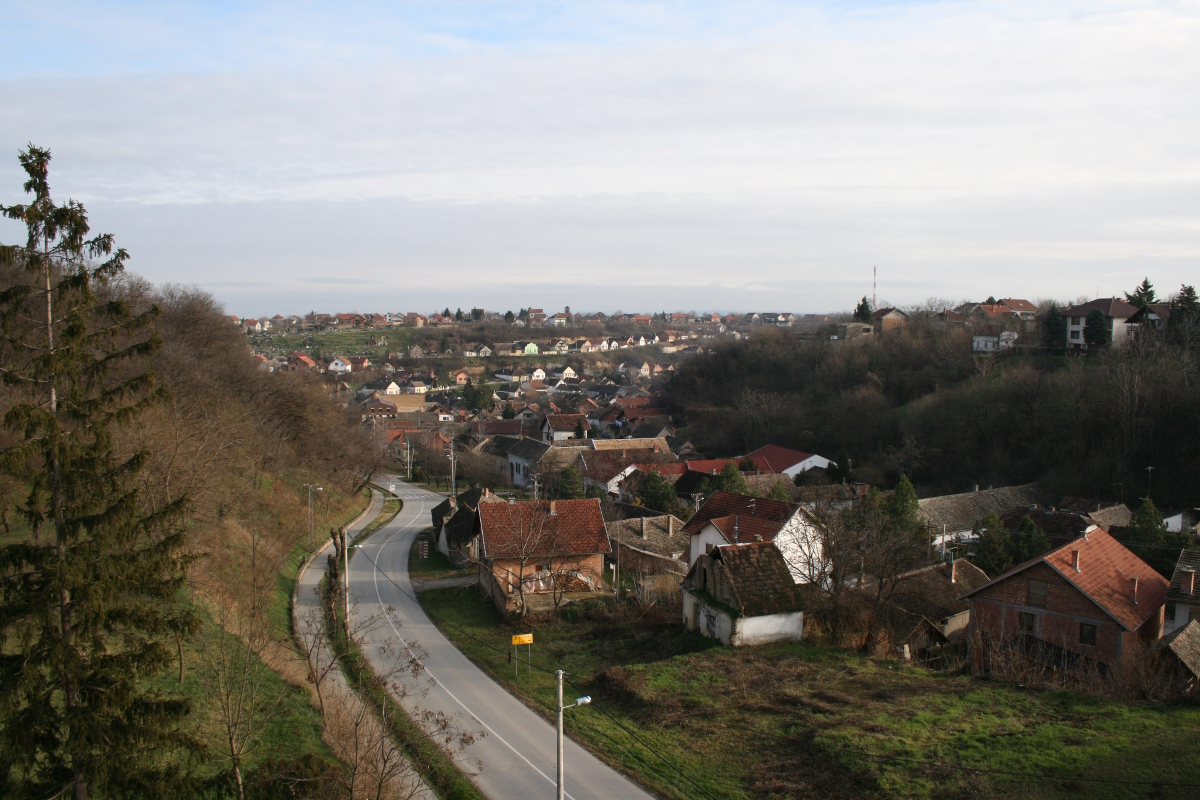
منظر لإيلوق من القلعة.

تُكلَّف مجالس الأقليات المنتخبة مباشرةً وممثلوها بمهام استشارية للسلطات المحلية أو الإقليمية، حيث يدافعون عن حقوق ومصالح الأقليات، ويسعون إلى دمجها في الحياة العامة، والمشاركة في إدارة الشؤون المحلية.  في انتخابات مجالس الأقليات القومية الكرواتية وممثليها لعام 2023م، استوفى السلوفاكيون والصرب في كرواتيا المتطلبات القانونية لانتخاب 15 عضوًا في مجالس الأقليات في بلدة إيلوق. 

## معرض الصور

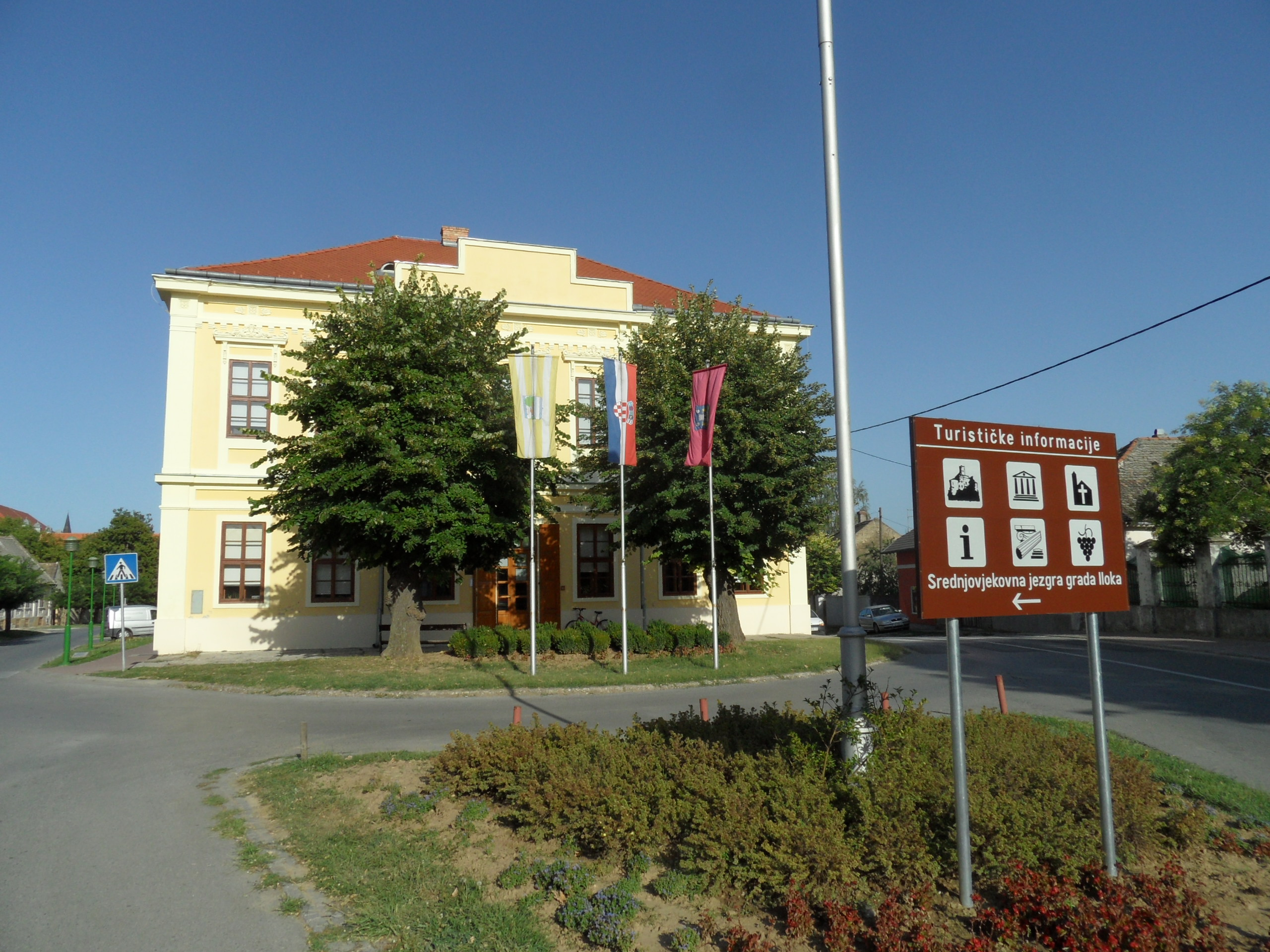
مكتبة إيلوق
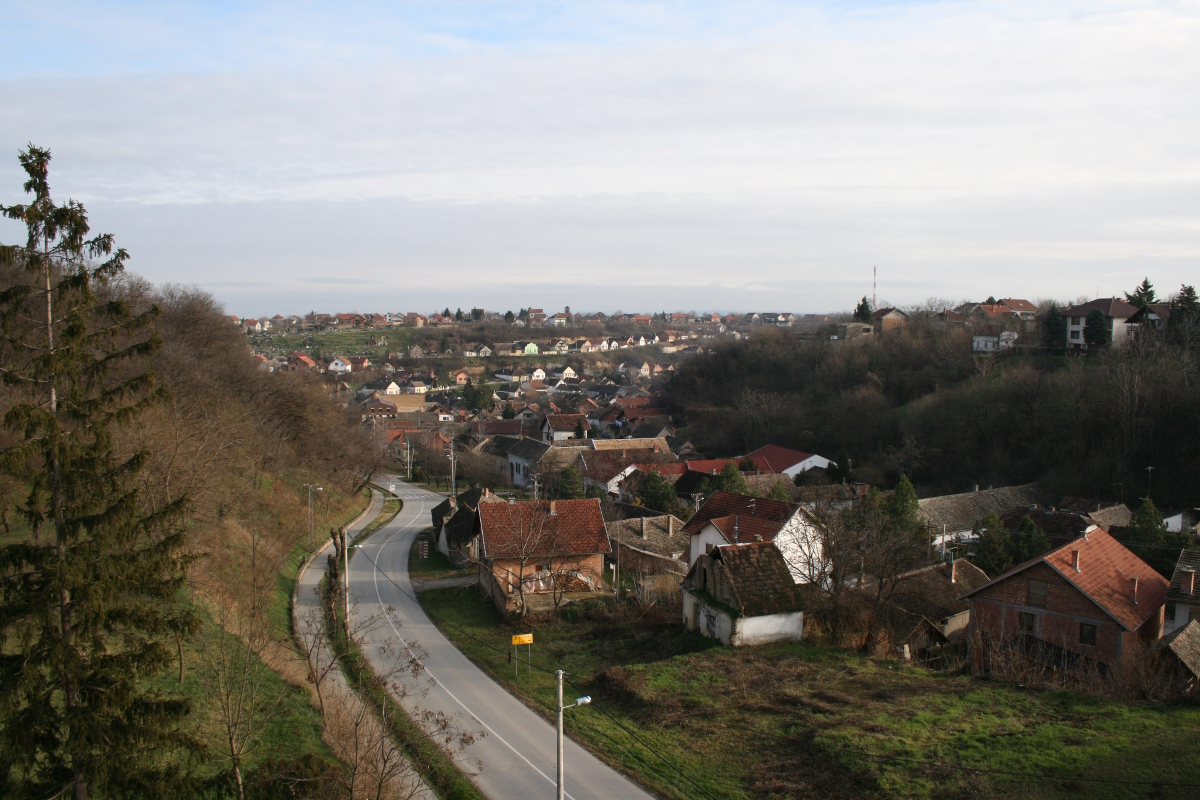
منظر للمدينة من القلعة
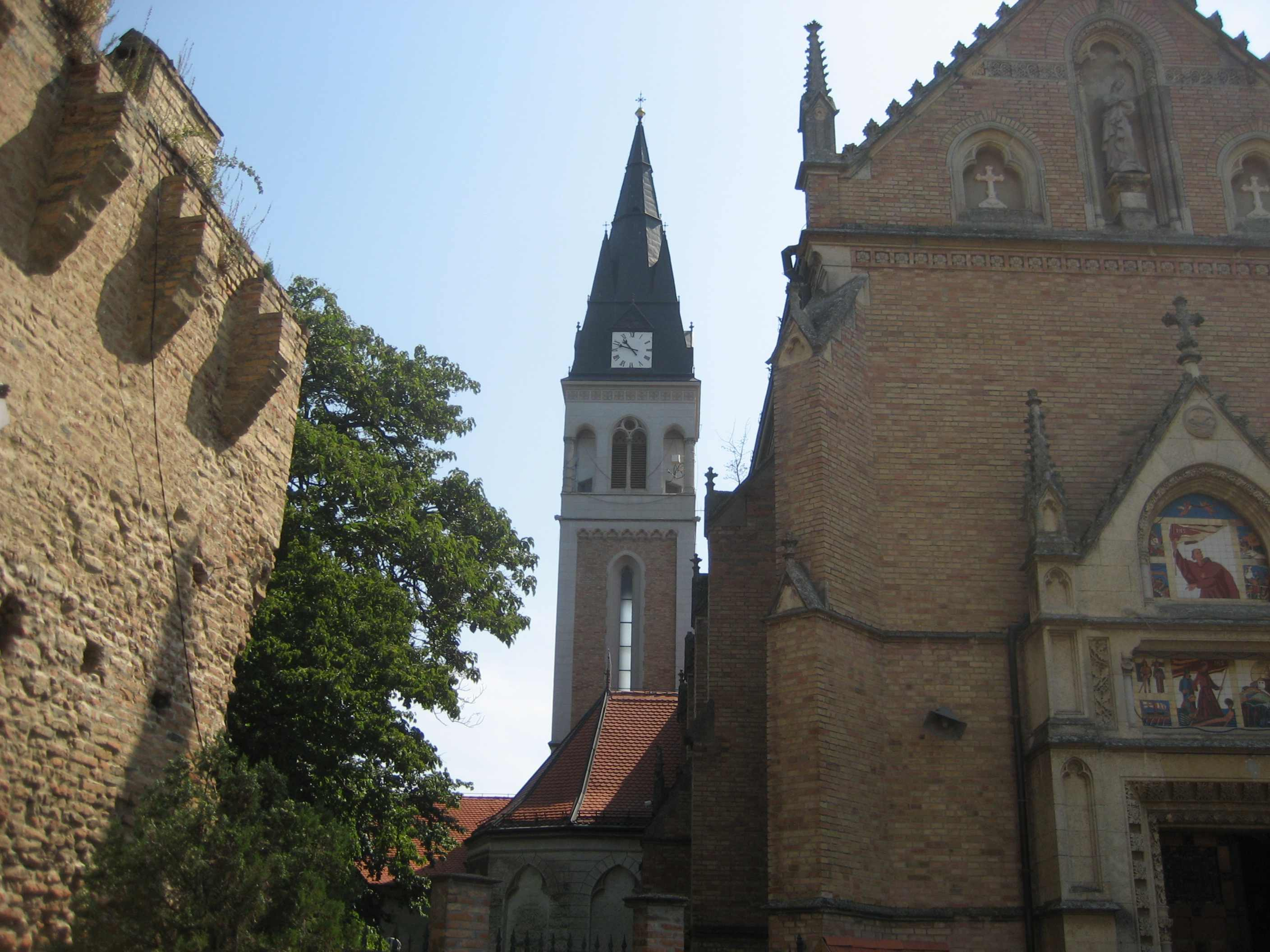
كنيسة القديس يوحنا الكابيسترانو الكاثوليكية الرومانية
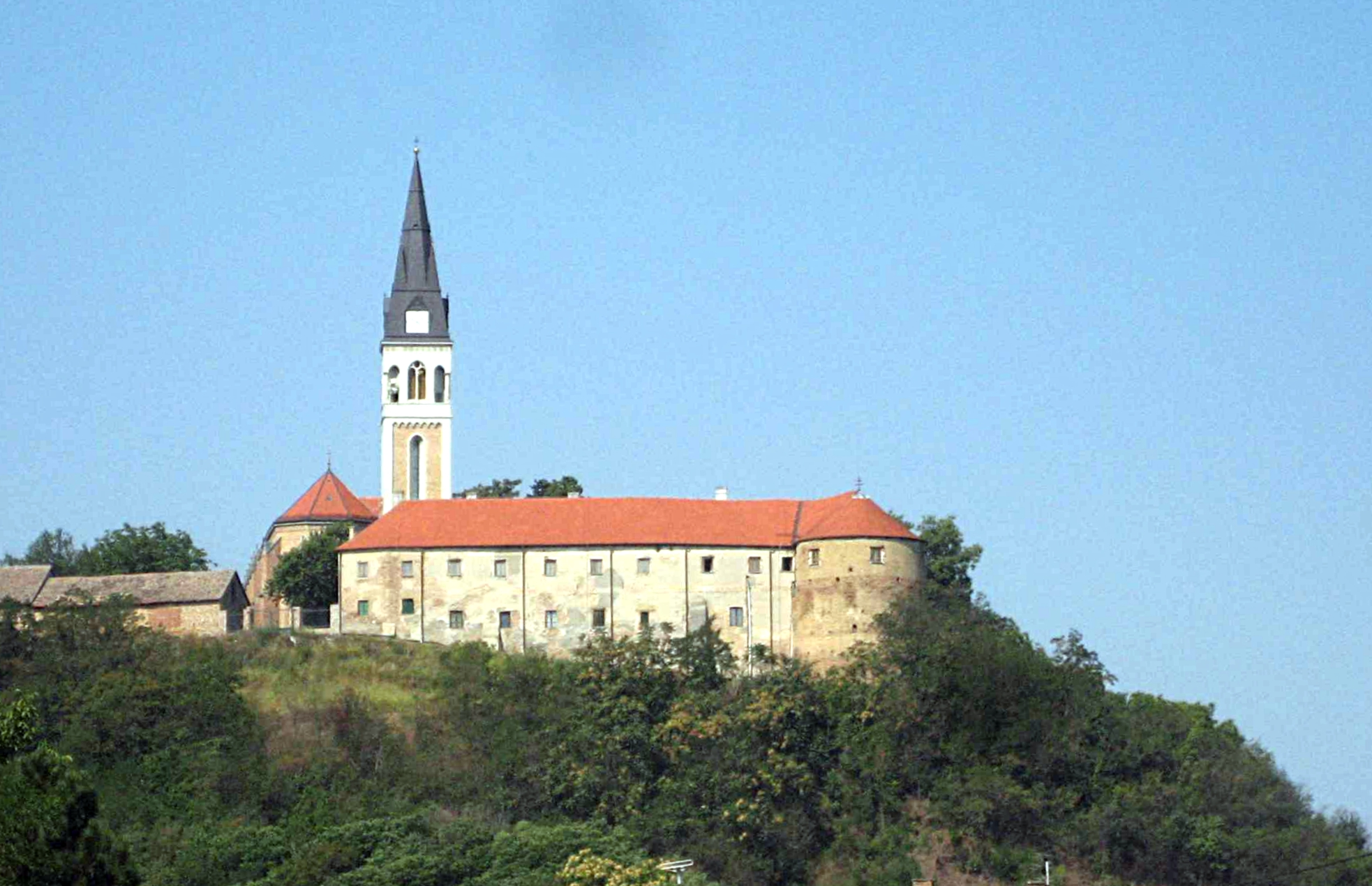
منظر للكنيسة ودير الفرنسيسكان
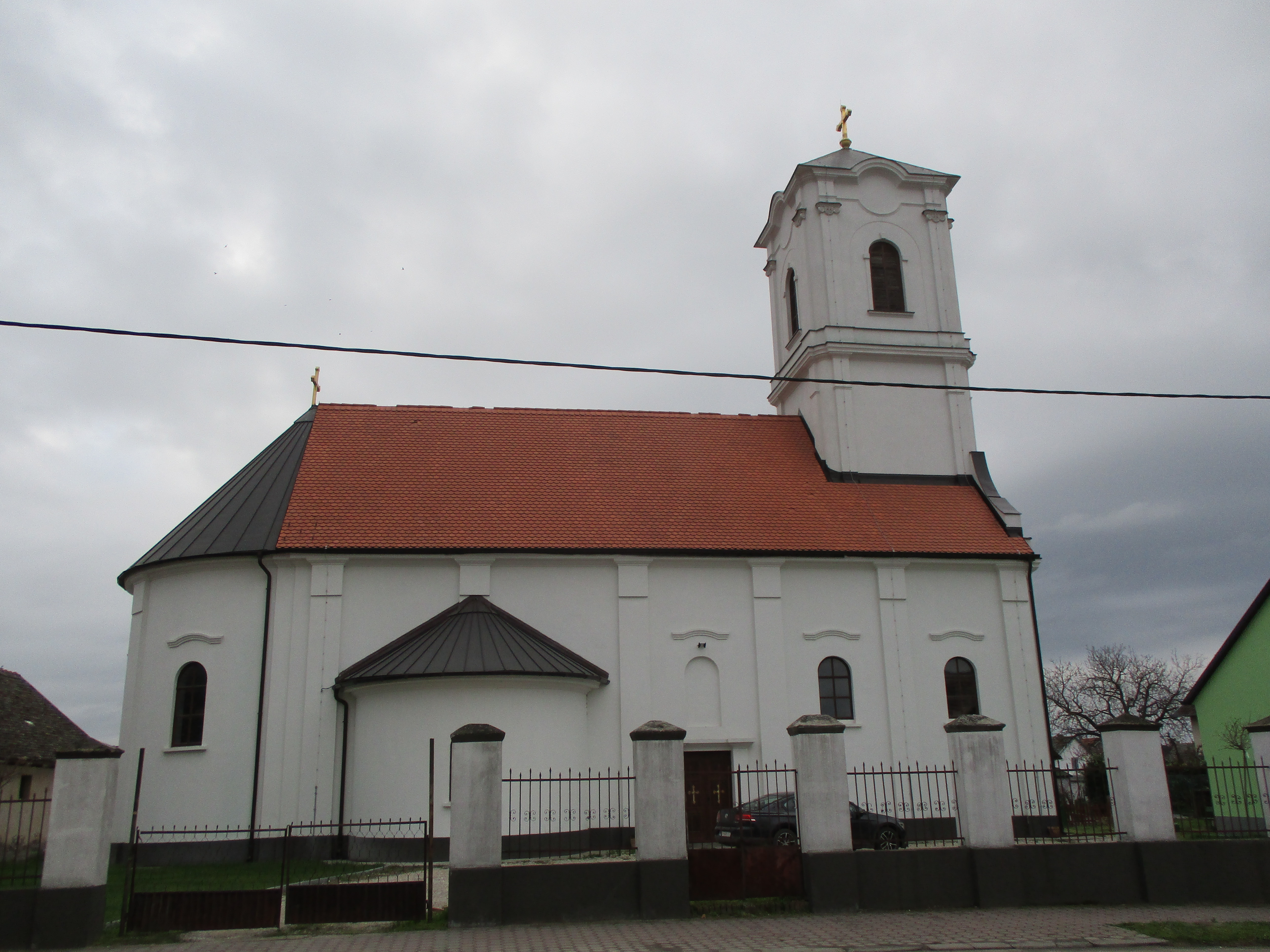
كنيسة القديس رئيس الملائكة ميخائيل الأرثوذكسية الصربية
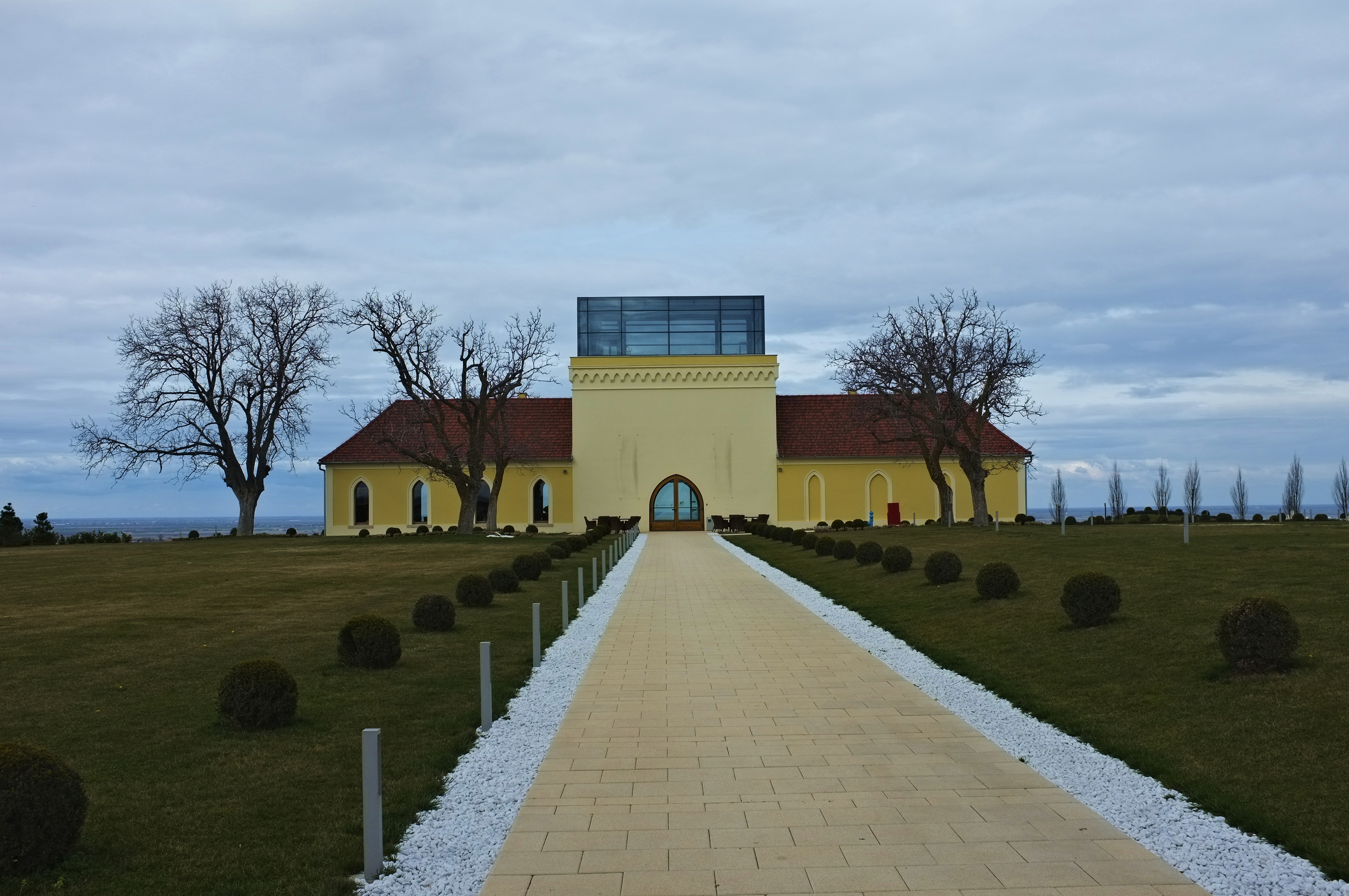
ملكية برينسيبوڤاك
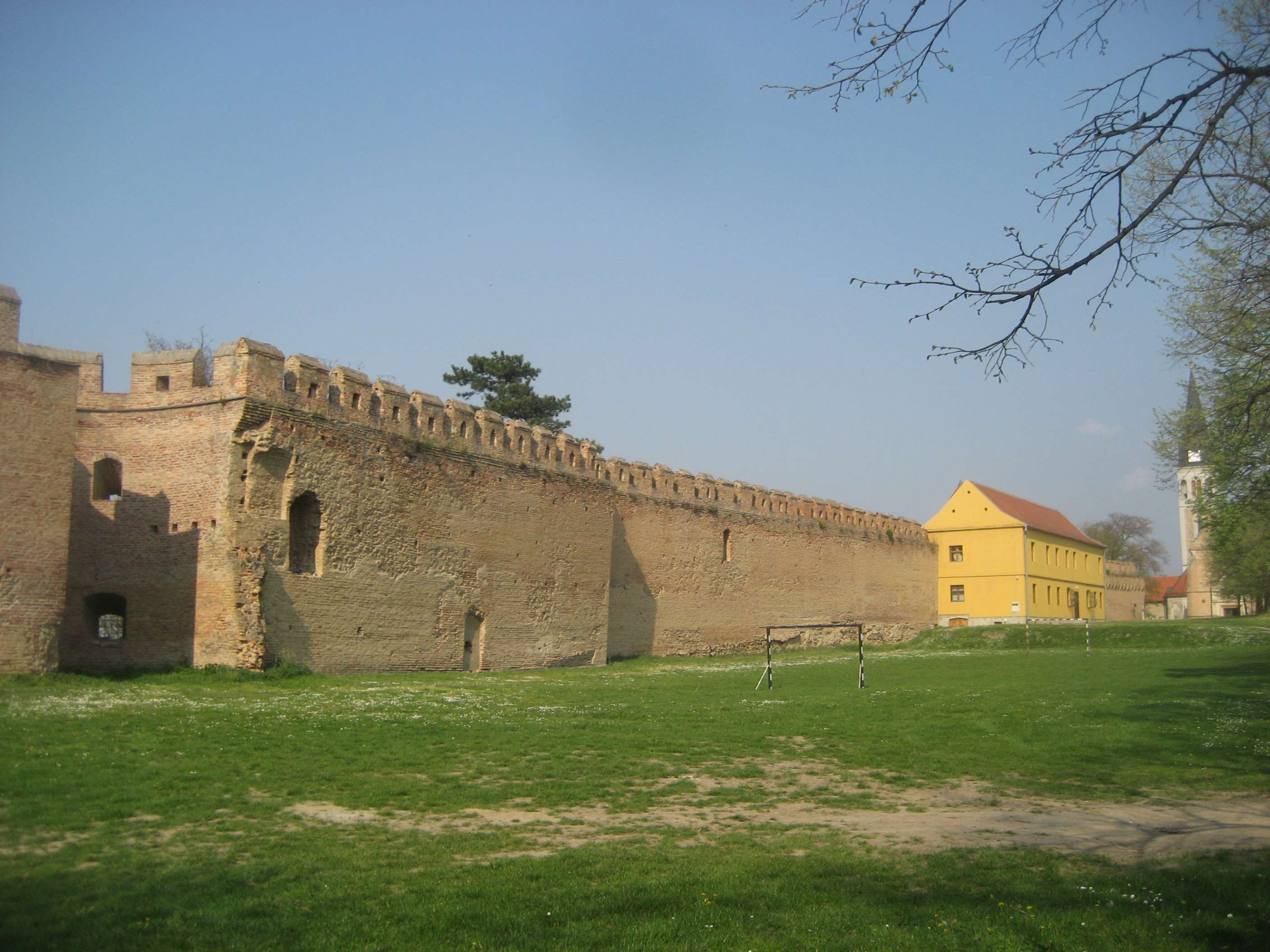
جدران القلعة
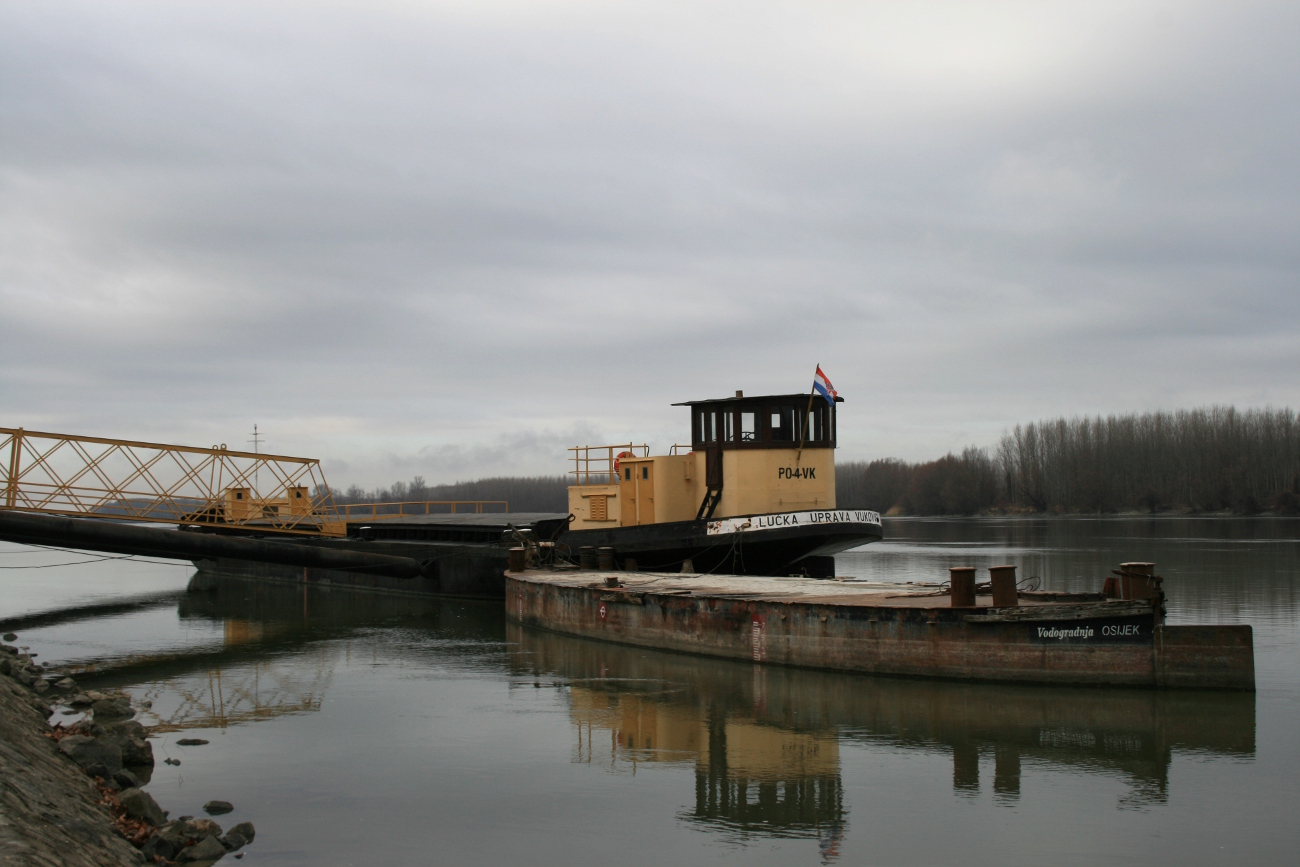
عبارة نهر الدانوب
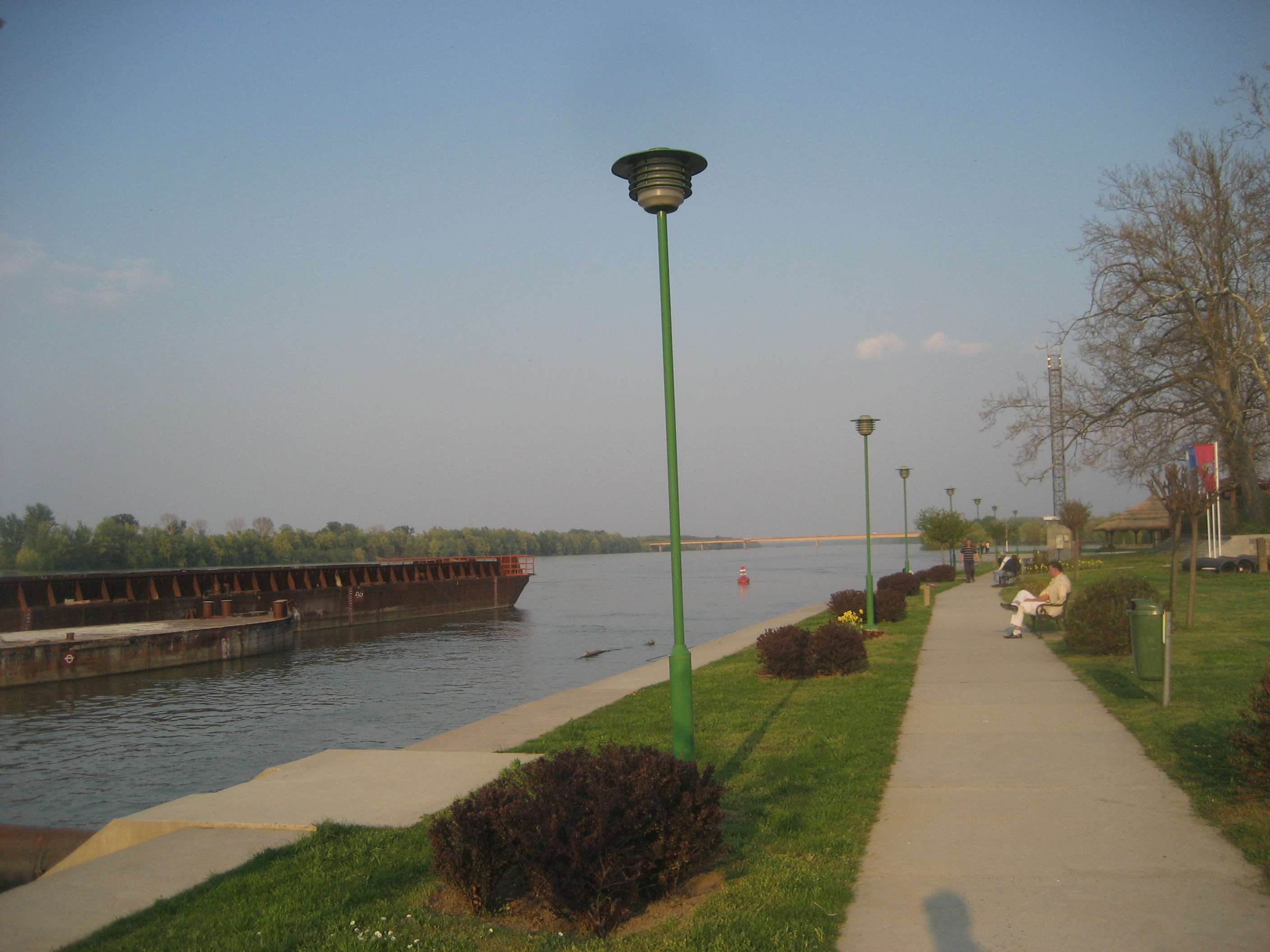
ممشى النهر
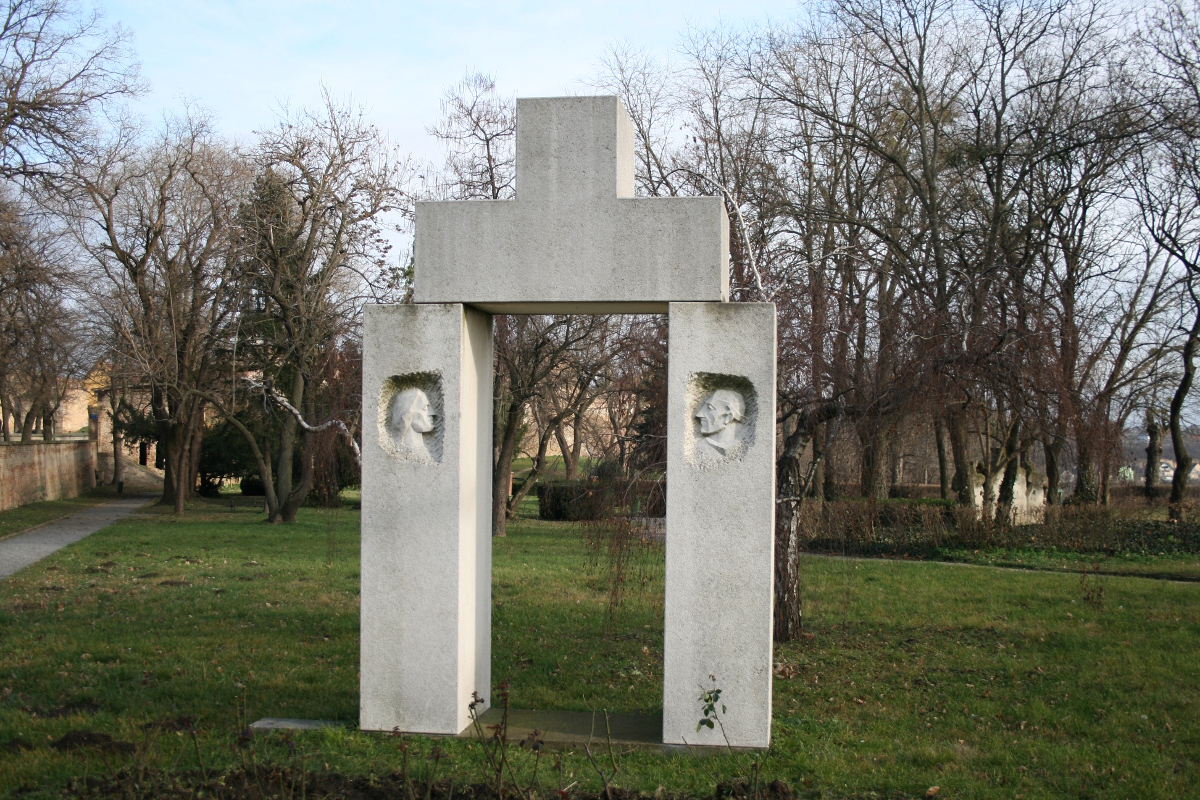
النصب التذكاري
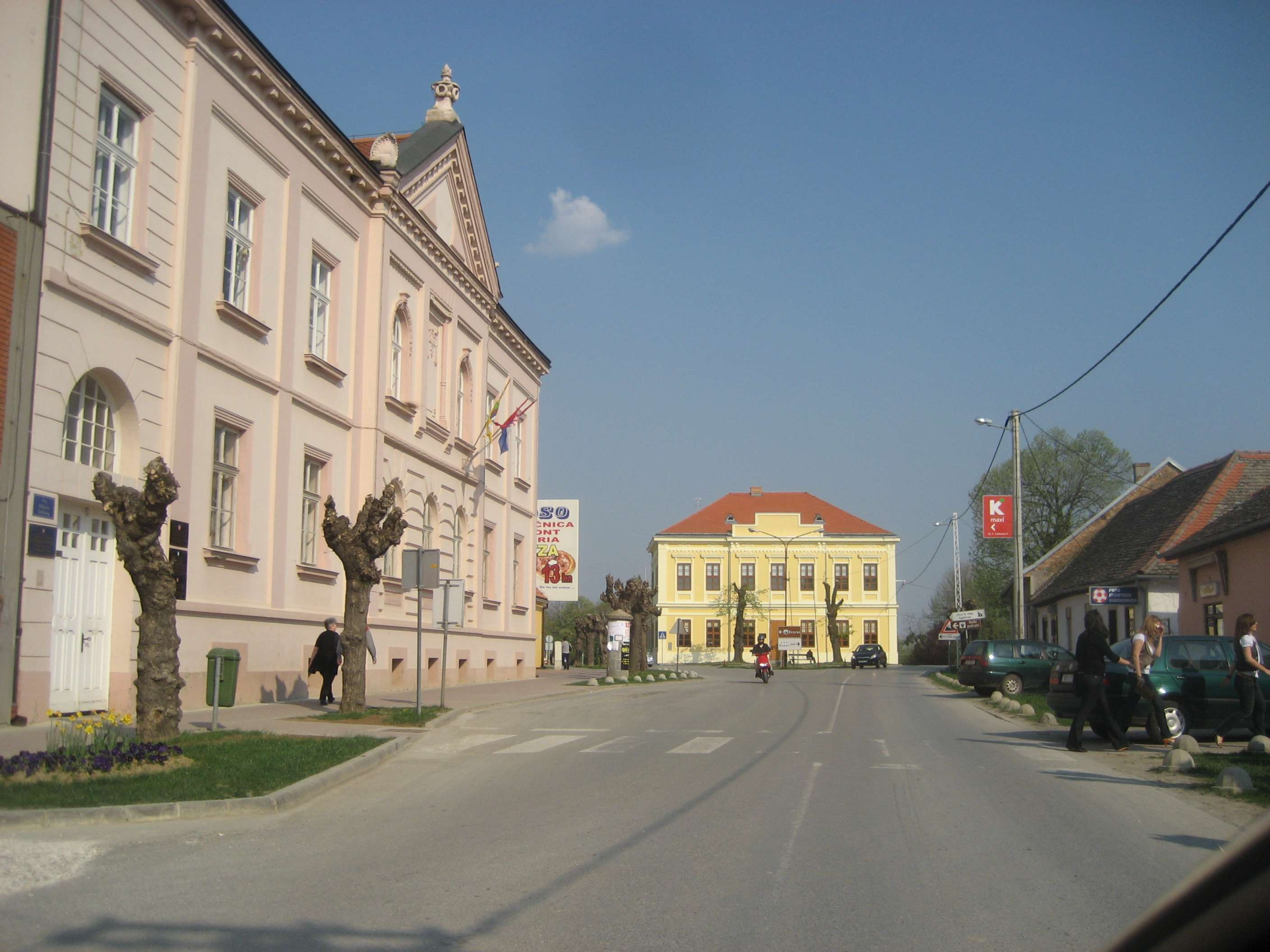
مركز إيلوق مع قاعة المدينة على اليسار والمكتبة في المنتصف

## شخصيات بارزة
- بيتر يوفانوفيتش Petar Jovanović.